# Mohammad Salameh
Mohammed Salameh eller Mohammed A. Salameh (arabiska: محمد سلامة), född 1 september 1967 i Nablus, Palestina, är en av de gärningsmän som förövade World Trade Center-bombningen 1993. Han avtjänar sitt fängelsestraff på ADX Florence i närheten av Florens, Colorado.

## Biografi
Salamehs familj flydde från Palestina 1967 på grund av sexdagarskriget.
Salameh åkte till USA på en sex månaders turistvisum 1988, men stannade längre än det och befann sig i landet illegalt vid tiden då World Trade Center-attacken ägde rum.
Salamehs Chevrolet Nova användess för att transportera salpetersyra och karbamid som användes för att konstruera bomben som användes vid bombningen av World Trade Center 1993.
Den 4 mars 1993 greps Salameh efter att han skickat en anmälan om att hans skåpbil hade blivit stulen. Tidigare hade FBI spårat skåpbilen Ford Econoline via registreringsskylten.
Trots att han misslyckades med sitt förarprov fyra gånger var Salameh attentatsgruppens chaufför. Den 24 januari 1993 åkte han in i en trottoarkant och slet av underredet på sin bil. Samtidigt skadade han sig själv och Ramzi Yousef. Han skrevs ut från sjukhuset Rahway dagen efter, och gick till garaget för att rengöra sin bil medan Yousef blev kvar på sjukhuset i ytterligare fyra dagar. Medan hans Nova var på reparation, fick Salameh använda Nidal Ayyads företagskonto för att hyra en ny bil. Den 16 februari råkade han igen ut för en bilolycka, då han kolliderade med en annan bil.
År 1994 dömdes Salameh och tre andra, Nidal Ayyad, Mahmud Abouhalima och Ahmad Ajaj, till 240 års fängelse vardera.